# Кориліс філіппінський
Кори́ліс філіппінський (Loriculus philippensis) — вид папугоподібних птахів родини Psittaculidae. Ендемік Філіппін. Виділяють низку підвидів.

## Опис
Довжина птаха становить 14 см, вага 32-40 г. Забарвлення переважно зелене, деякі частини тіла, в залежності від підвиду, можуть бути червоними, оранжевими, жовтими і синіми. Хвіст короткий, округлий. Лоб червоний. Виду притаманний статевий диморфізм: лише у самців є червоні плямі на підборідді та на грудях. Очі темно-карі, дзьоб червоний, лапи оранжеві. У представників підвиду L. p. bonapartei дзьоби чорні, а лапи сірі. Молоді птахи подібні до самиць, червоні плями на їх головах менші, а їх дзьоби світліші.

## Підвиди
Виділяють десять підвидів:
- L. p. philippensis (Müller, PLS, 1776) — острів Лусон і сусідні острови;
- L. p. mindorensis Steere, 1890 — острів Міндоро;
- L. p. bournsi McGregor, 1905 — острів Сібуян;
- L. p. regulus Souancé, 1856 — острови Гуймарас, Негрос, Тікао[en], Таблас, Масбате, Панай і Ромблон;
- †L. p. chrysonotus Sclater, PL, 1872 — острів Себу;
- L. p. worcesteri Steere, 1890 — острови Самар, Лейте і Бохоль;
- L. p. siquijorensis Steere, 1890 — острів Сікіхор;
- L. p. apicalis Souancé, 1856 — острови Мінданао, Дінагат, Сіаргао[en], Базоль і Балут[en];
- L. p. dohertyi Hartert, E, 1906 — острів Басілан;
- L. p. bonapartei Souancé, 1856 — архіпелаг Сулу.

Камігвінського кориліса, описаного в 2006 році, деякі дослідники вважають підвидом філіппінського кориліса. Водночас деякі дослідники виділяють підвид L. p. bonapartei в окремий вид Loriculus bonapartei

## Поширення і екологія
Філіппінські кориліси поширені на більшості островів Філіппінського архіпелагу. Вони живуть у вологих рівнинних і гірських тропічних лісах, в чагарникових заростях і на плантаціях. Зустрічаються на висоті до 1250 м над рівнем моря. 

## Поведінка
Філіппінські кориліси зустрічаються поодинці, парами, або невеликими зграйками. Живляться нектаром, квітками, а також соковитими плодами, зокрема плодами фікусів. Шукають їжу в кронах дерев або в середньому ярусі лісу. Сезон розмноження триває з березня по травень. Гніздяться в дуплах дерев. Філіппінські кориліси є одними з небагатьох видів папуг, що встелюють дупло пухом. У птахів. що утримували в неволі, кладка складалася з 3 яєць розміром 18,7х16,4 мм. Інкубаційний період становить 20 днів. Пташенята покриваються пір'ям на 35 день.

## Збереження
МСОП класифікує цей вид як такий, що не потребує особливих заходів зі збереження. Загалом це досить поширений вид птахів. Однак деякі підвиди філіппінського кориліса знаходяться під загрозою зникнення. Підвид L. p. chrysonotus вважається вимерлим. Також, імовірно, вимер підвид L. p. siquijorensis. Філіппінським корилісам загрожує незаконний вилов з метою продажу на пташиних ринках.

## Підвиди

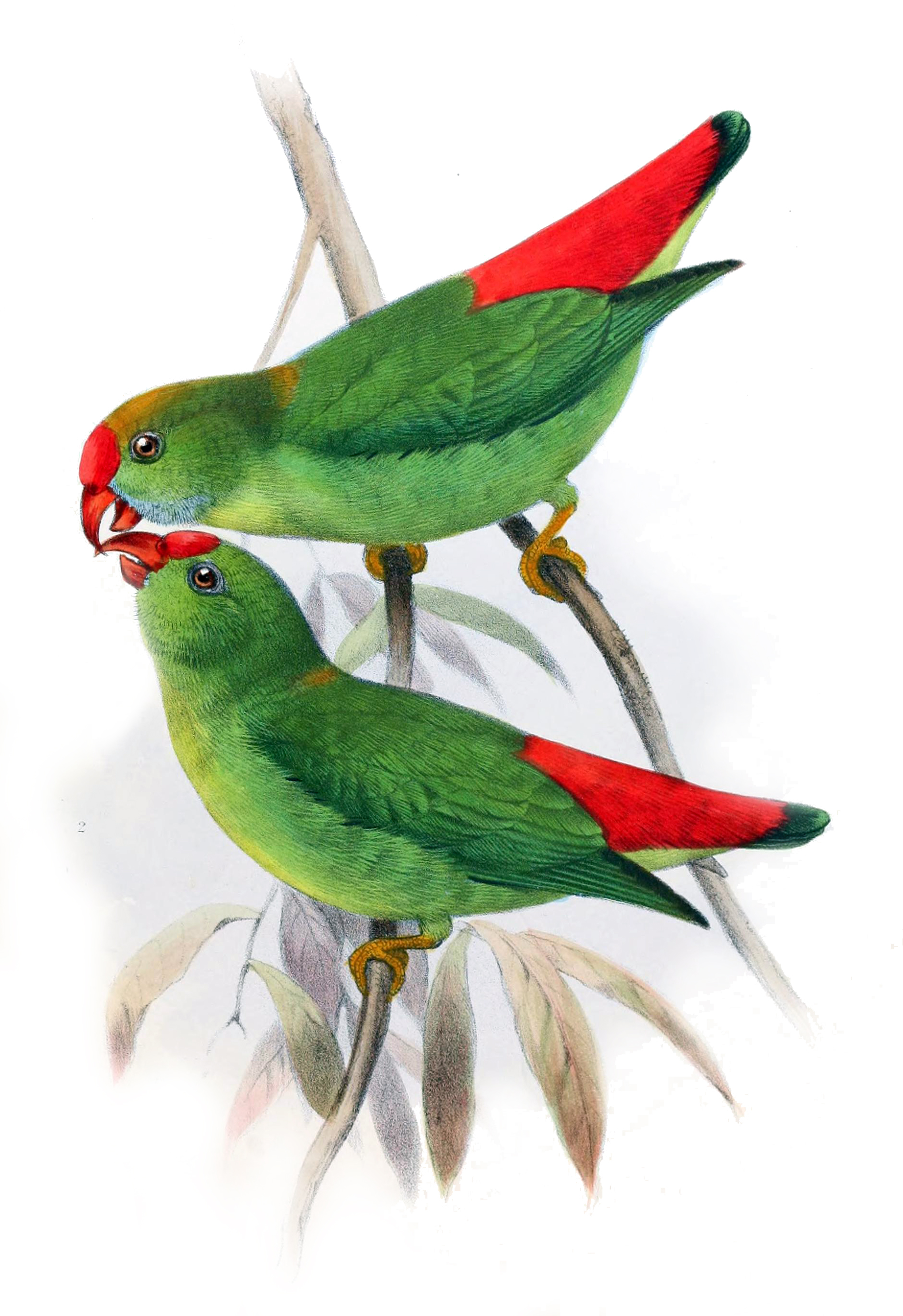
Філіппінський кориліс (підвид L. p. regulus)
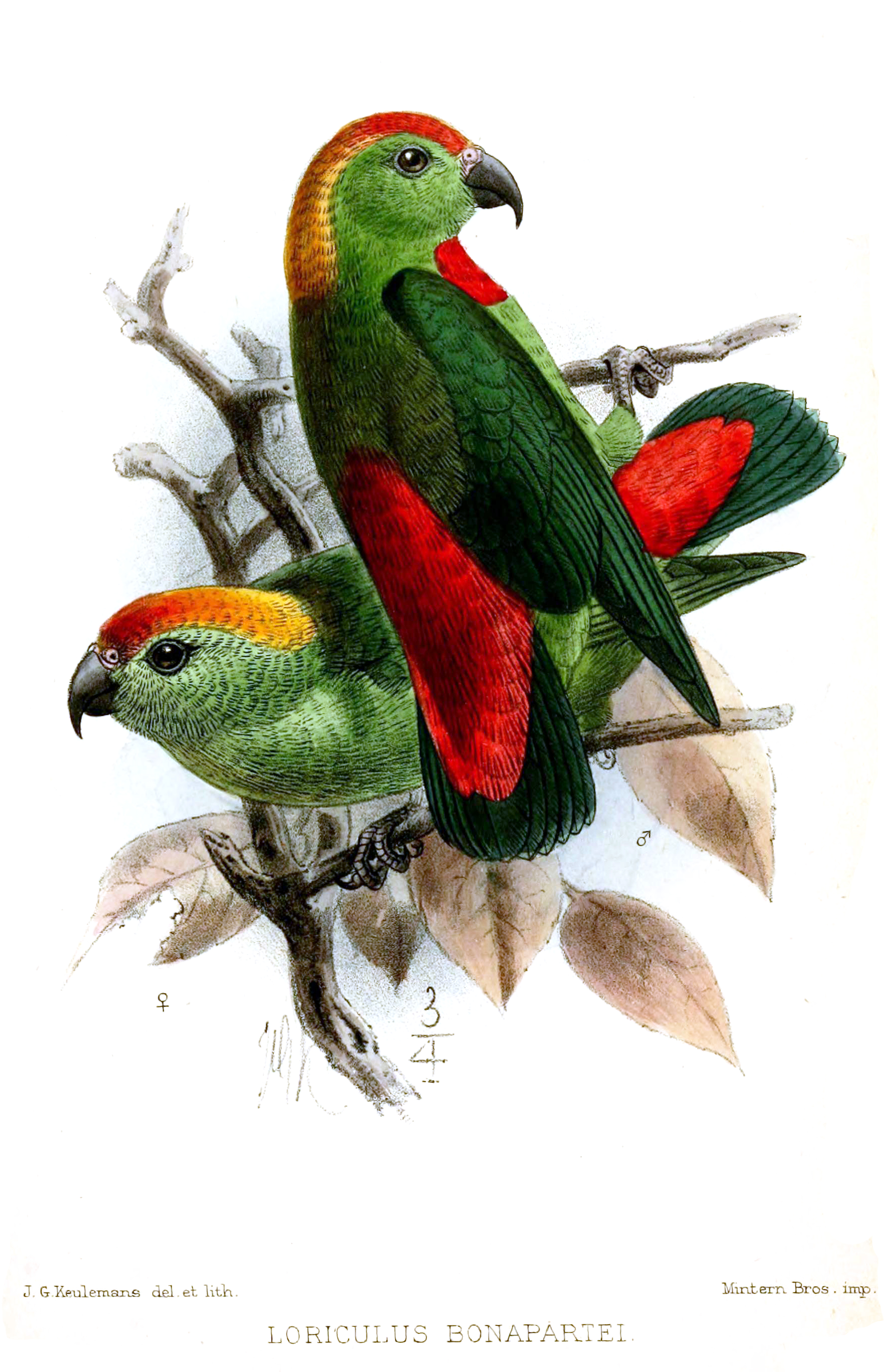
Філіппінський кориліс (підвид L. p. bonapartei)
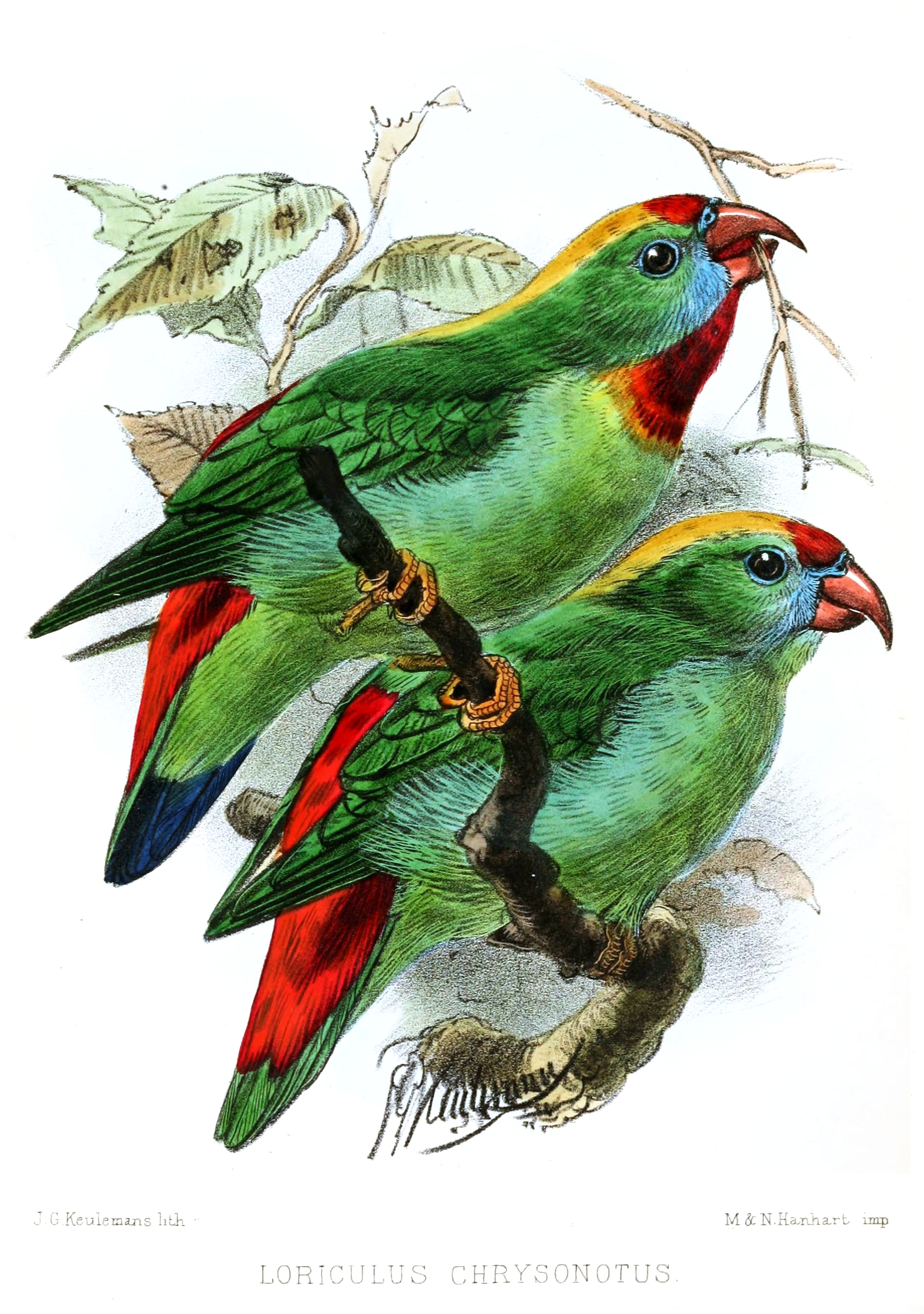
Філіппінський кориліс (підвид L. p. chrysonotus)